# Jennifer Egan
Jennifer Egan (ur. 6 września 1962 w Chicago) – amerykańska pisarka.
Wychowała się w San Francisco, ale obecnie mieszka na Brooklynie. Studiowała na Uniwersytecie Pensylwanii oraz w St John’s College na Uniwersytecie Cambridge.
W 2011 r. otrzymała Nagrodę Pulitzera i National Book Critics Circle Award za powieść A Visit From the Goon Squad  . Publikuje także w „The New Yorker” oraz pracuje jako dziennikarka w „The New York Times” .
Dotychczas wydała jeden zbiór opowiadań i cztery powieści, z których Look at me była finalistką National Book Award w 2001 .